# Chaetozone vivipara
Chaetozone vivipara är en ringmaskart som först beskrevs av Christie 1984.  Chaetozone vivipara ingår i släktet Chaetozone och familjen Cirratulidae. Inga underarter finns listade i Catalogue of Life.